# 카란틴
카란틴(charantin)은 오키나와에서 재배되는 여주의 껍질 부분에 있는 성분으로 사포닌의 일종이다. 식물성 인슐린이라고 불리며 췌장을 활성화시키고 혈당대사를 촉진한다. 여주에 다량 함유되어 있다.